# Kłodzki Klub Literacki

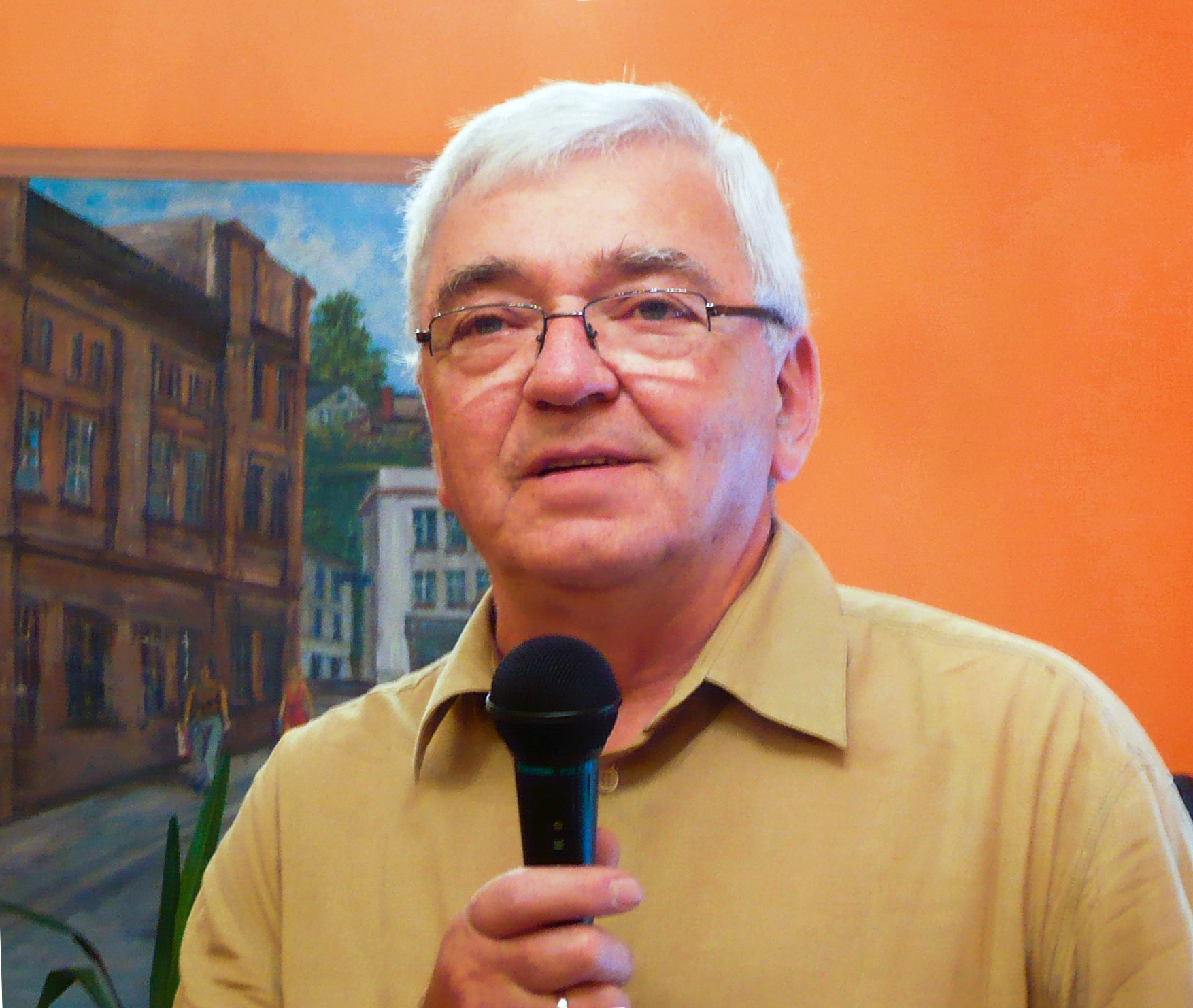
Bogusław Michnik

Kłodzki Klub Literacki – klub literacki założony w Kłodzku w 1970 roku.

## Geneza
W 1958 w Kłodzku powstał Klub Twórczej Inteligencji, który skupiał poetów, muzyków i plastyków. Po jego likwidacji środowisko literackie weszło w skład Towarzystwa Miłośników Ziemi Kłodzkiej, utworzonego w 1947. W ramach towarzystwa działał Dyskusyjny Klub Literacki przy Powiatowym Domu Kultury. W latach 1966–1968 klub przestał istnieć z powodu reorganizacji TMZK. Od 1968 poeci funkcjonowali jako Kłodzka Grupa Literacka. 
W 1970 powstał Kłodzki Klub Literacki przy ZO ZLP we Wrocławiu. W następnym roku wydał on Almanach Kłodzkiego Klubu Literackiego przy ZO ZLP we Wrocławiu.
W latach 1977–1981 aktywność ponownie została zawieszona. W 1981 klub wznowił działalność za sprawą Bogusława Michnika. KKL zrzeszał osoby zainteresowane literaturą, oprócz poetów członkami byli prozaicy i publicyści.
Głównie za sprawą kłodzkiego oddziału Polskiego Towarzystwa Tatrzańskiego i Towarzystwa Miłośników Ziemi Kłodzkiej po 1945 w Kłodzku pojawiły się pierwsze publikacje:
- Plan Kłodzka, 1947
- Bohdan Biliński Kłodzko, 1947
- Rocznik Kłodzki, t. 1, 1948
- Mapa Kotliny Kłodzkiej i gór przyległych, 1948
- Rocznik Kłodzki, t. 2, 1949
- Rocznik Ziemi Kłodzkiej, t. 3, 1958
- Rocznik Ziemi Kłodzkiej, t. 4/5, 1959/1960

## Przewodniczący
- Jacek Łukasiewicz 1964–1966
- Bogusław Michnik od 1981
- Michał Fostowicz-Zahorski[4] do 2010.

## Członkowie, autorzy
M.in. Mirosław Awiżeń, Marianna Bocian, Czesław Borsowski, Leszek Czachorowski, Mirosław Drabczyk, Czesław Dutka, Maria Dzierżyńska, Michał Fostowicz-Zahorski, Robert Gawłowski, Zofia Gebhard, Roman Gileta, Marek Jagodziński, Eugeniusz Kaczmarek, Marek Karwowski, Zygmunt Krukowski, Jan Kulka, Jacek Łukasiewicz, Karol Maliszewski, Bogusław Michnik, Zofia Mirska, Antoni Olgierd Misiak, Tadeusz Patulski, Adam Poprawa, Helena Pozdrowska, Mirosław Ratajczak, Irena Rup, Roman Sakaluk, Danuta Saul, Jan Sąsiadek, Ryszard Sławczyński, Krzysztof Staniorowski, Wojciech Izaak Strugała, Janusz Styczeń, Tomasz Szulc, Andrzej Szyposz, Krzysztof Śliwka, Andrzej Zawada, Anna Zelenay.

## Działalność
- Kłodzkie Wiosny Poetyckie
- Kłodzkie Spotkania Artystyczne
- Wieczory Kultury Niderlandzkiej
- Witryna Artystów

## Kłodzkie Wiosny Poetyckie
Dziesięć edycji ogólnopolskich spotkań pn. Kłodzkie Wiosny Poetyckie odbyły się w Kłodzku (1961, 1962, 1964, 1965) i w Polanicy-Zdroju (1966, 1967, 1969, 1970, 1972, 1974). W programie imprezy znajdowały się spotkania i prezentacje poezji i poetów oraz dyskusje na tematy filozoficzne, światopoglądowe i warsztatowe. Gośćmi imprezy byli m.in. Edward Balcerzan, Andrzej Bartyński, Jacek Bierezin, Miron Białoszewski, Zbigniew Bieńkowski, Jan Błoński, Stanisław Czycz, Ludwik Flaszen, Henryk Gała, Michał Głowiński, Stanisław Grochowiak, Zbigniew Herbert, Mieczysław Jastrun, Anna Kamieńska, Tymoteusz Karpowicz, Julian Kornhauser, Urszula Kozioł, Ryszard Krynicki, Jacek Łukasiewicz, Janusz Maciejewski, Artur Międzyrzecki, Jan Prokop, Julian Przyboś, Artur Sandauer, Janusz Sławiński, Wilhelm Szewczyk, Jan Śpiewak, Anna Świrszczyńska, Adam Ważyk, Witold Wirpsza, Rafał Wojaczek, Bohdan Zadura, Adam Zagajewski, Jerzy Zagórski, Anna Zelenay.

## Publikacje
1. Kamerton, Jednodniówka Klubu Twórczej Inteligencji, 1959[4]
2. I Kłodzka Wiosna Poetycka. Płachta poetycka, 1961
3. II Kłodzka Wiosna Poetycka. Płachta poetycka, 1962
4. III Kłodzka Wiosna Poetycka. Płachta poetycka, 1964
5. IV Kłodzka Wiosna Poetycka. Płachta poetycka, 1965
6. V Kłodzka Wiosna Poetycka. Płachta poetycka, 1966
7. VI Kłodzka Wiosna Poetycka. Płachta poetycka, 1967
8. VII Kłodzka Wiosna Poetycka. Płachta poetycka, 1969
9. VIII Kłodzka Wiosna Poetycka. Płachta poetycka, 1970
10. Almanach Kłodzkiego Klubu Literackiego, red. B. Michnik, 1971
11. Zbliżenia – antologia poezji polskiej dziesięciolecia 1960–70, 1972
12. Bogusław Michnik Wiersze, 1972
13. Postawy, Wieczór poezji, 1973
14. Premiery’74. Płachta poetycka, 1974
15. Bogusław Michnik, Teksty. Poezja konkretna, 1977
16. Prezentacje, 6 Kłodzkie Spotkania Artystyczne, 1977[a]
17. Poezja rosyjska i radziecka w przekładach...[b], 1977
18. Zwiad, dokument życia społecznego, 1981
19. Bogusław Michnik, Wiersze ostatnie o matce, 1981
20. Lao Tsy, Droga, przeł. Michał Fostowicz-Zahorski, 1982
21. Roman Gileta Za płotem, 1982
22. Helena Pozdrowska Łza, 1982
23. Zofia Mirska Jeszcze nie pada, 1982
24. Michał Fostowicz-Zahorski Genealogia, 1982
25. Czesław Borsowski Tężenie w słowie, 1983
26. Opowieści Czan, przeł. Jerzy Jastrzębski; red. Marek Garbala, 1983
27. Robert Gawłowski Marko Polo szuka nowej drogi, 1984
28. Zofia Mirska W jedną stronę drogi, 1984
29. Mirosław Awiżeń Polska 1983 nieopublikowany
30. Lao Tsy, Droga[c], przeł. M. Fostowicz-Zahorski, 1984
31. Adam Poprawa Kilka ziaren popiołu, 1985
32. Jest i nie jest, red. Jerzy Olek, 1985
33. Guy Van Hoof, Uskok, przeł. Jerzy Koch, 1985
34. Henryk Waniek Anonimowy opis zdobycia Ziemi...[d], 1985
35. Marek Karwowski Gdy szlag mnie trafia, 1985
36. Ryszard Sławczyński Zrozumieć siebie 1985
37. Dorota Kaczyńska Kamyki w wodę, 1985
38. Gerrit Kouwenaar Carte parlante, wybrał, przeł. Jerzy Koch, 1986
39. Jill Hartley Photographs, 1986
40. Zofia Gebhard Spotkanie, 1986
41. Marianna Bocian Gnoma, 1986
42. Hermes Trismegistos Tabula Smaragdina, 1987
43. Wojciech Izaak Strugała Jestem w jagodzie snu, 1987
44. D. Higgins Czternaście tłumaczeń telefonicznych...[e], 1987
45. Willem M. Roggeman Fatamorgana we Flandrii[f], 1987
46. Eugeniusz Józefowski Małe formy z jakiegoś świata, 1987
47. Ogród, ale nie plewiony...kram sentencji na temat kultury[g], 1987
48. Karol Maliszewski Wiersz wolny, 1987,
49. Leszek Czachorowski Ile trwam, 1988
50. J. Bernlef Martwa natura z morszczynem, przeł. Jerzy Koch, 1988
51. Jerome Rothenberg Okoliczności, wybór i przekł. T. Sławek, 1988
52. Mirosław Ratajczak Język dosłowny, 1988
53. Jacek Łukasiewicz Cztery poematy, 1988
54. Krzysztof Śliwka Spokojne miasto, 1989
55. Herman de Coninck Hotel Eden, wybór, przekł. Jerzy Koch, 1989
56. Janusz Styczeń Mężczyzna i kobieta patrzą na księżyc, 1989
57. Galeria ef, 1989
58. Chwila przed wierszem, wstęp M. Fostowicz-Zahorski, 1989[h],
59. Hugo Claus Wiersze z Oostakker, wstęp, Jerzy Koch, 1989
60. Mirosław Drabczyk Wiersze, 1990[i]
61. Zbigniew Mick Osmulski Człowiek bez imienia, 1989
62. Dudu Barak Polska między sławą a popiołem[j], 1990
63. Galeria ef, 1991
64. Sirkka Turkka Śnieg z deszczem, przeł. Andrzej Zawada, 1991
65. Henryk Skolimowski Z kosmicznego pyłu[k], 1991
66. Miriam Van Hee Komunikacja miejska, przeł. Jerzy Koch, 1992
67. Ingrid Jonker Tęsknota za Kapsztadem, przeł. Jerzy Koch, 1993
68. Galeria ef, 1993
69. Tadeusz Różewicz, Historia pięciu wierszy, 1993
70. Leonard Nolens Słowo jest uczciwym znalazcą, 1994[l] (70. pub.)
71. (błąd w numeracji)
72. Leonard Nolens Słowo..., 1994[m] (błędnie podana jako 72. pub.)
73. Michał Fostowicz-Zahorski Wolna miłość, 1996[6]
74. Hugo Claus Mały, łagodny, okrutny kat, przeł. J. Koch, 1996[n][7]
75. Adam Borowski Ojczyzna dobrej śmierci, 1997
76. Robert Gawłowski Książeczka o poezji, 1997[8]
77. Andrzej Zawada Dziecię nomadów: wiersze i uwagi, 1998[o]
78. A.O. Misiak Piąta wyprawa K. Kolumba do Indii Zachodnich 2004
79. Zofia Mirska O oddech wyżej, 2005
80. Galeria ef, 2006[9]
81. Antoni Olgierd Misiak Teoria przemian, 2010

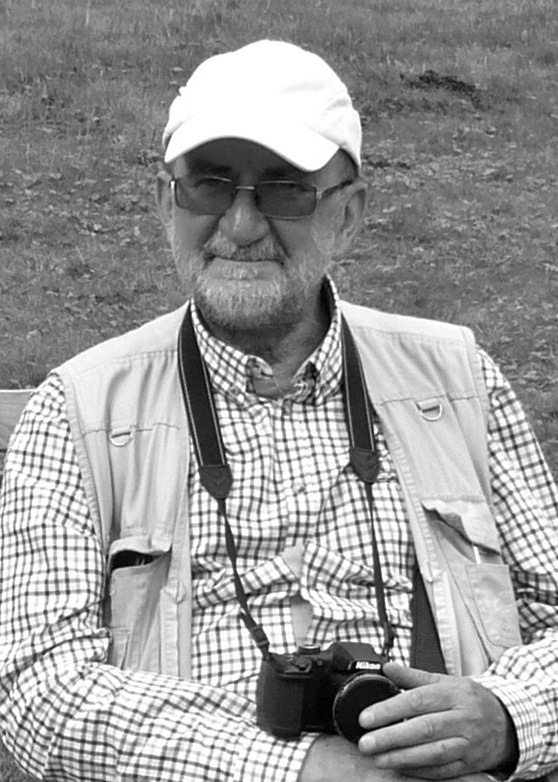
Mirosław Awiżeń
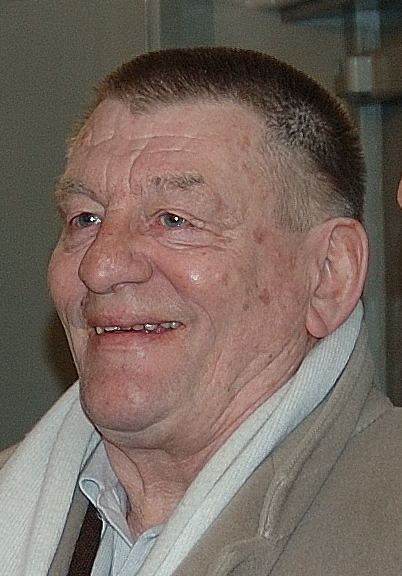
J. Bernlef
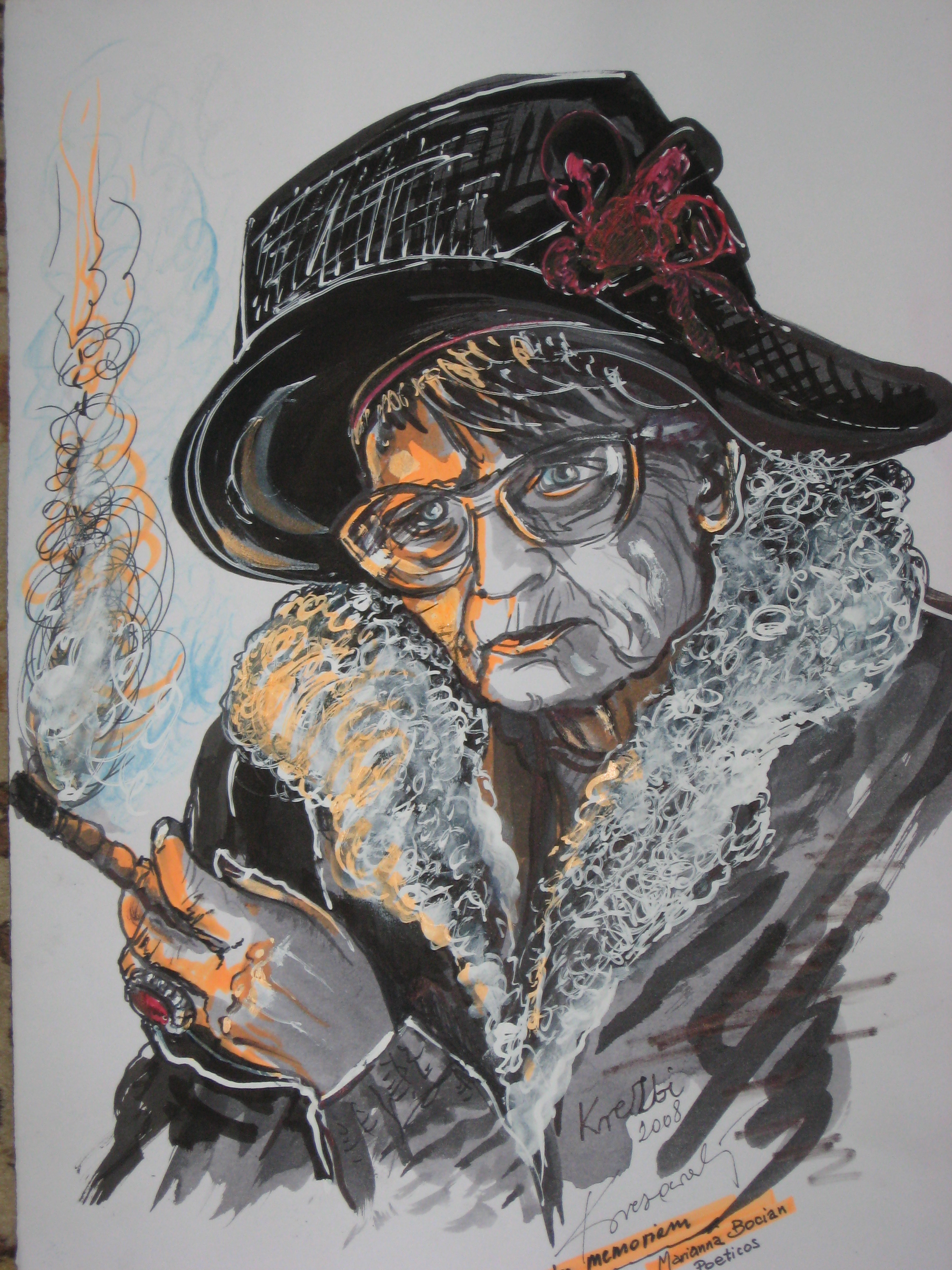
Marianna Bocian
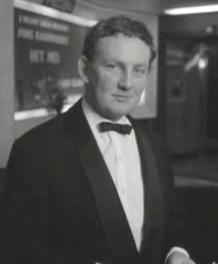
Hugo Claus
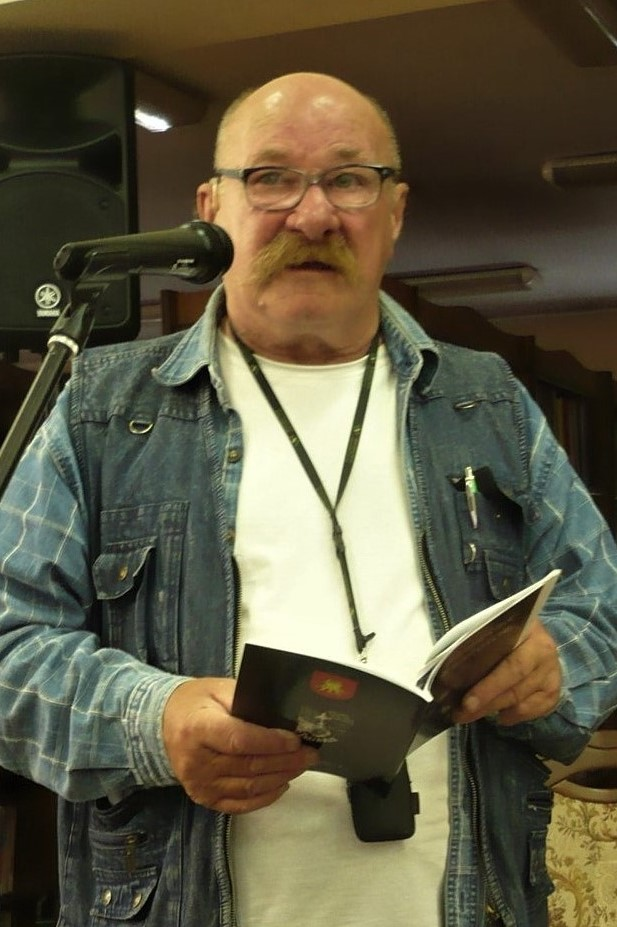
Roman Gileta
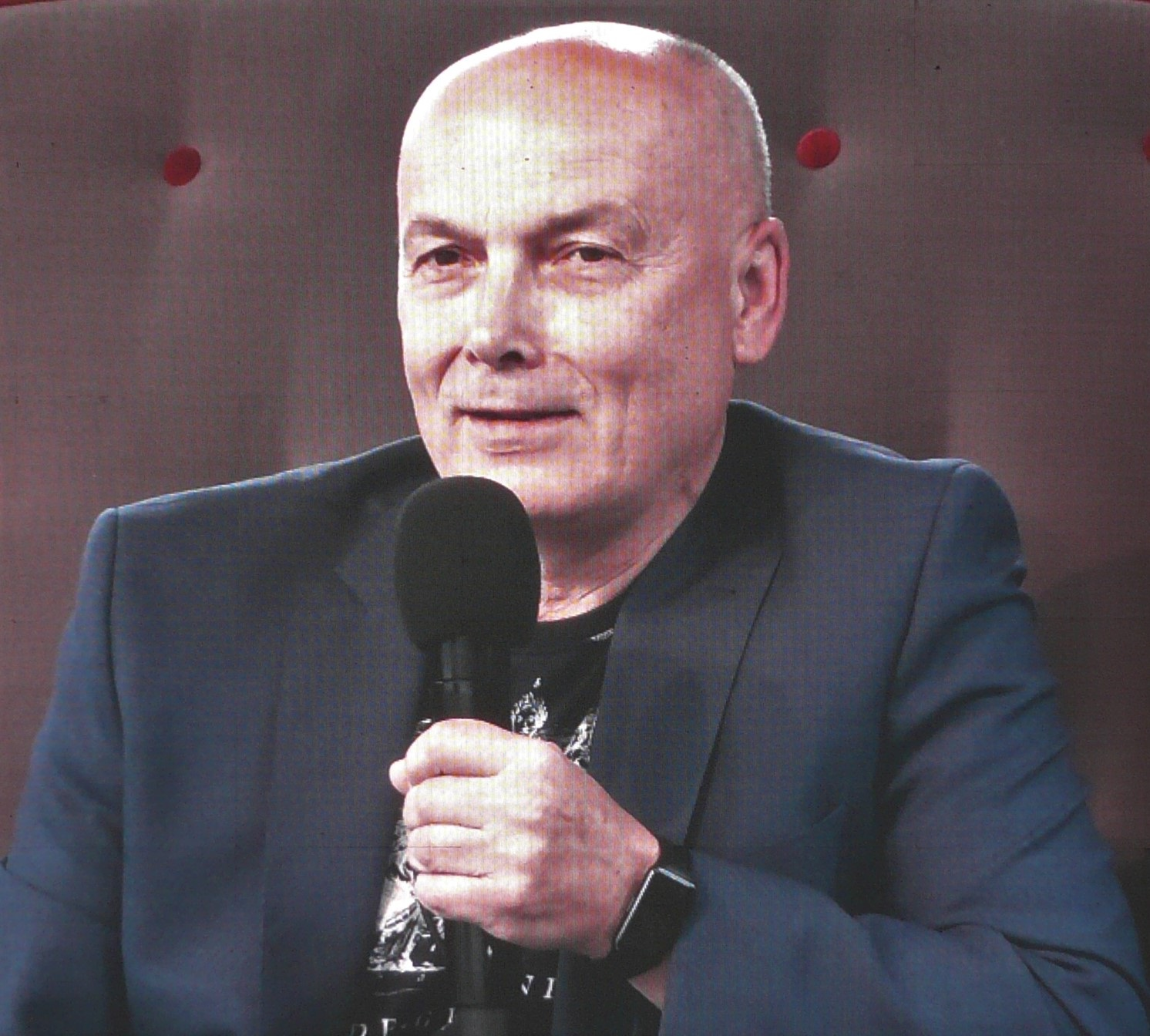
Jerzy Koch
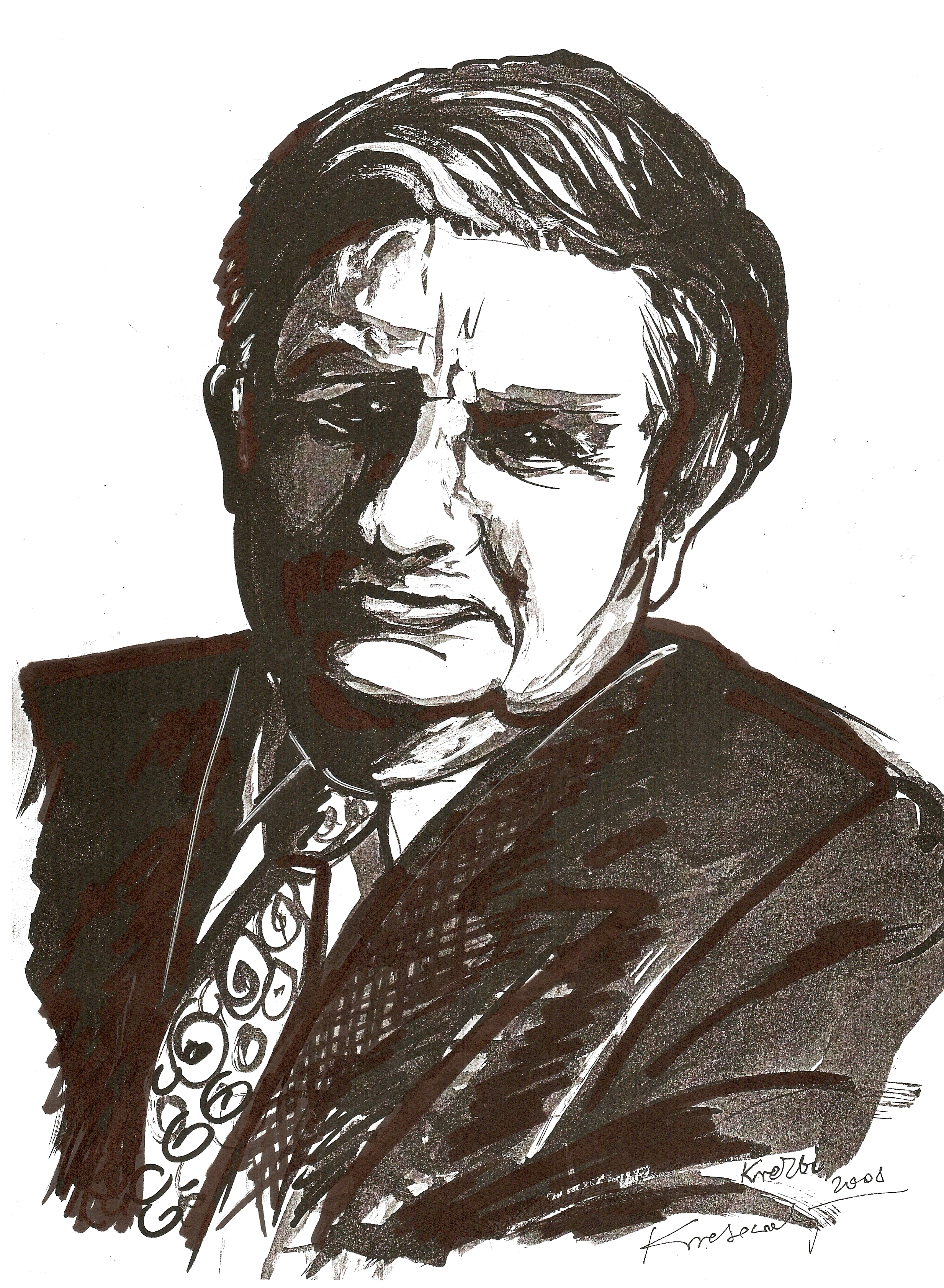
Jacek Łukasiewicz
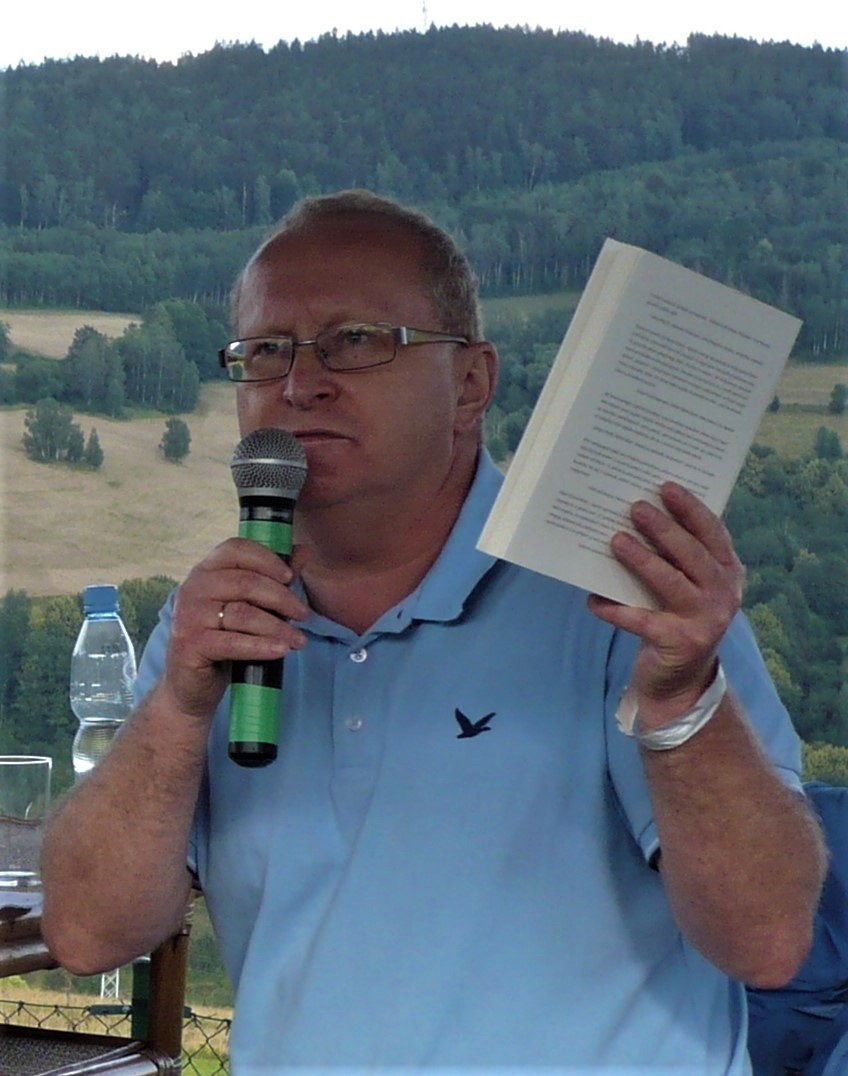
Karol Maliszewski
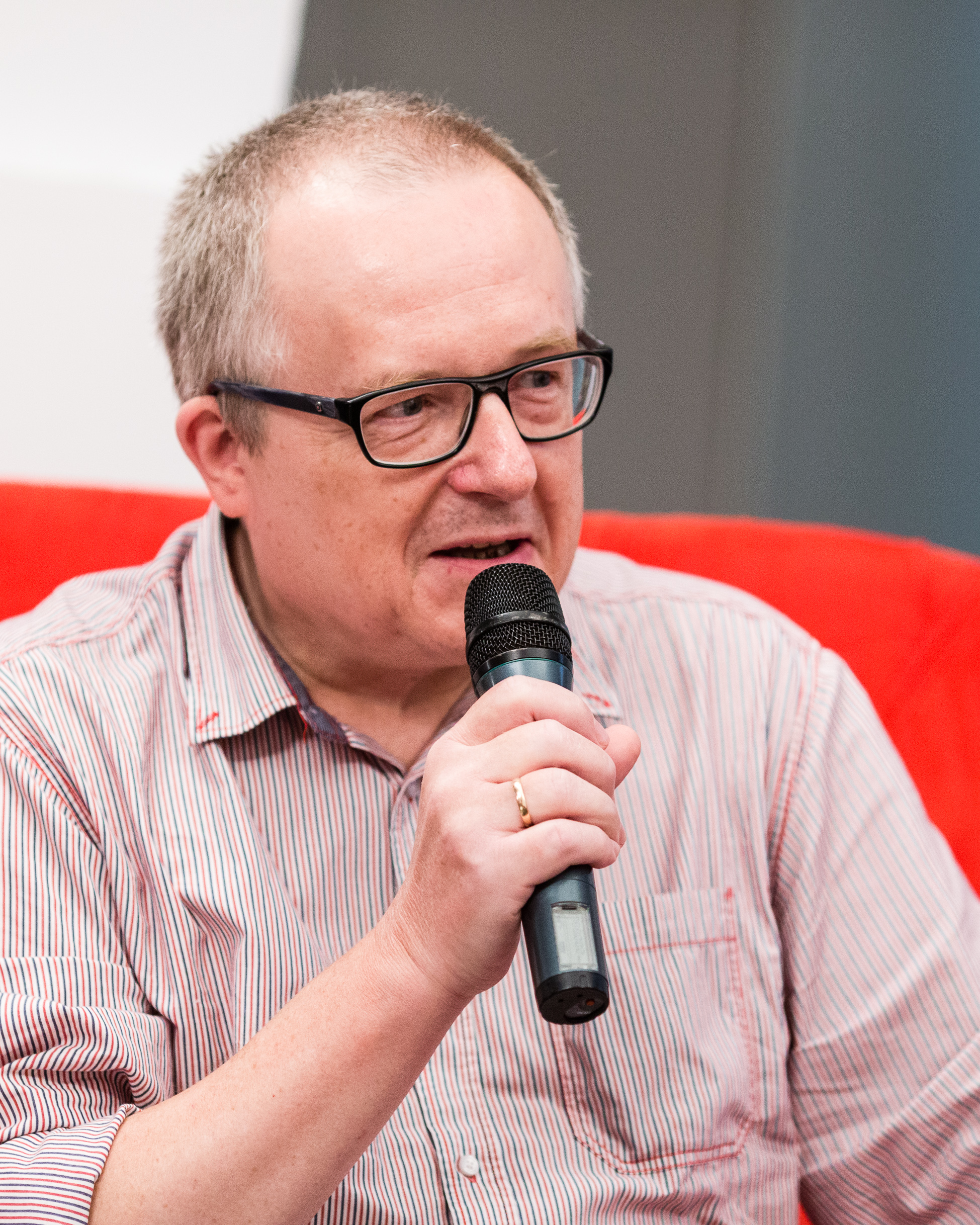
Adam Poprawa
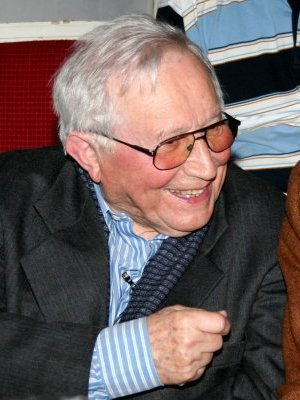
Tadeusz Różewicz
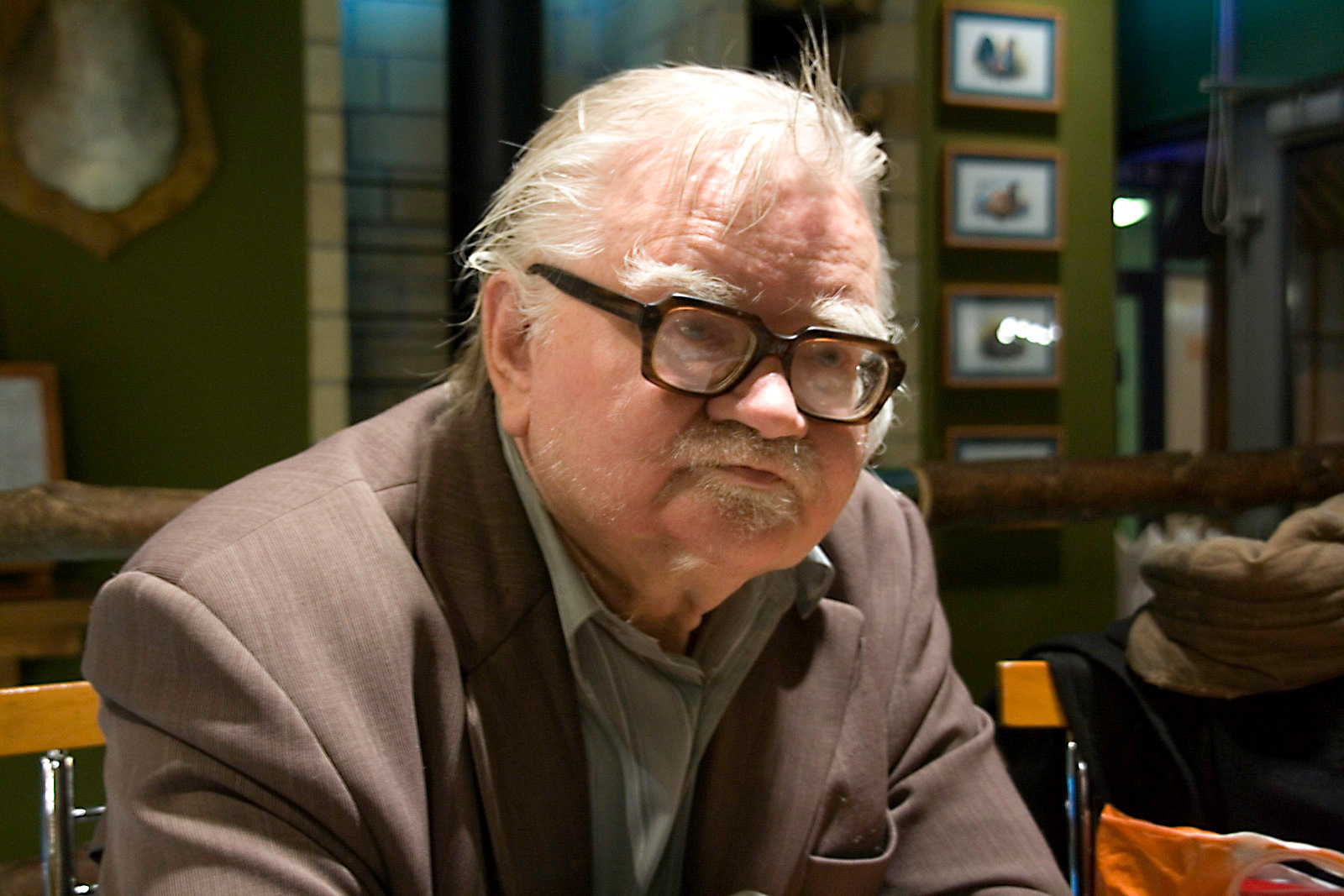
Janusz Styczeń
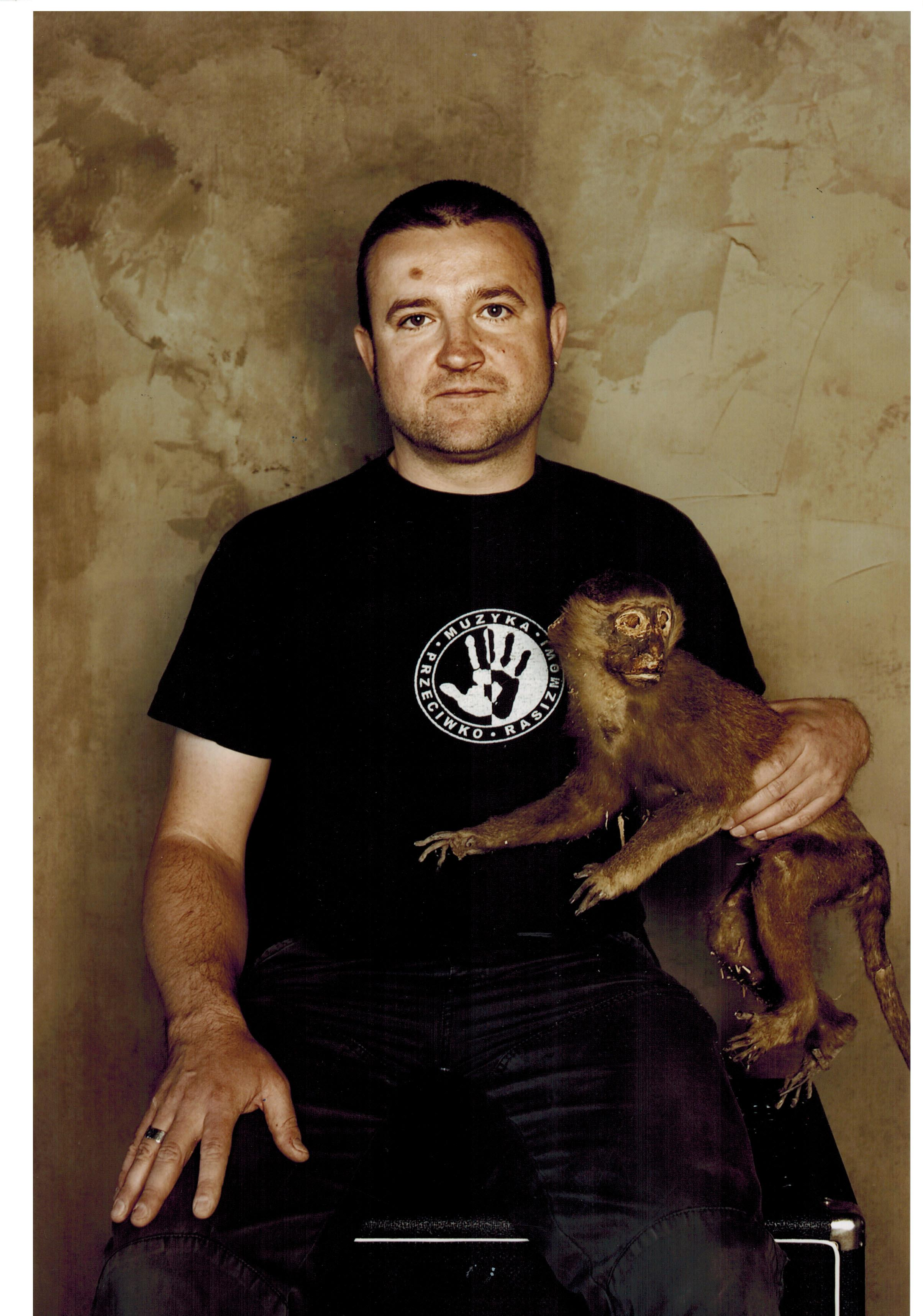
Krzysztof Śliwka
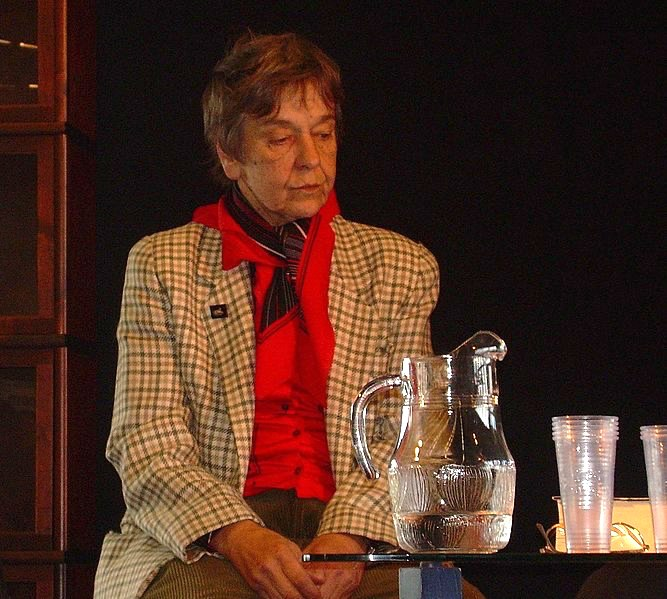
Sirkka Turkka
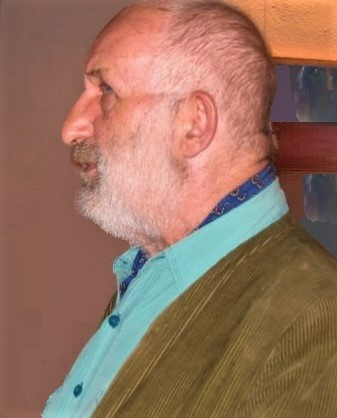
Henryk Waniek